# Wiedenhof (Overath)
Wiedenhof ist ein Ortsteil von Heiligenhaus in der Stadt Overath im Rheinisch-Bergischen Kreis in Nordrhein-Westfalen, Deutschland.

## Lage und Beschreibung
Der kleine Ortsteil Wiedenhof liegt an der Landesstraße 84, einer alten Höhenstraße, hier Hohkeppeler Straße genannt. Nahegelegene Ortschaften sind Weberhöhe, Stich, Oberbech und Birken. Nahebei befinden sich Quellbereiche des Katzenbachs.

## Geschichte
Wiedenhof war ehemals die Bezeichnung für einen Pfarrsitz. Er wurde auch Pfarrgut, Kirchengut, Pfaffengut oder Pastorat genannt. Der Name konnte bis ins 15. Jahrhundert nachgewiesen werden und ist von Widembhof (der der Kirche gewidmete Hof) abgeleitet. Ein Wiedenhof diente in einer Zeit, als die Geistlichen noch nicht aus dem Kirchensteueraufkommen oder direkt von den Kirchengemeinden bezahlt wurden, dem Pfarrer gleichzeitig als Erwerbsquelle und Wohnsitz.
Die Topographia Ducatus Montani des Erich Philipp Ploennies, Blatt Amt Steinbach, belegt, dass der Wohnplatz bereits 1715 eine Hofstelle besaß, die als Widenhof beschriftet und als Freihof ausgezeichnet ist. Carl Friedrich von Wiebeking benennt die Hofschaft auf seiner Charte des Herzogthums Berg 1789 als Wechhoff. Aus ihr geht hervor, dass der Ort zu dieser Zeit Teil der Honschaft Heiliger im Kirchspiel Overath war.
Der Ort ist auf der Topographischen Aufnahme der Rheinlande von 1817 als Wiedenhof verzeichnet. Die Preußische Uraufnahme von 1845 zeigt den Wohnplatz ebenso unter dem Namen Wiedenhof. Ab der Preußischen Neuaufnahme von 1892 ist der Ort auf Messtischblättern regelmäßig als Wiedenhof verzeichnet.
1822 lebten acht Menschen im als Haus kategorisierten Ort, der nach dem Zusammenbruch der napoleonischen Administration und deren Ablösung zur Bürgermeisterei Overath im Kreis Mülheim am Rhein gehörte. Für das Jahr 1830 wird der als Wiedenhof bezeichneten Ort weiterhin als (Einzel-)Haus angegeben. Der 1845 laut der Uebersicht des Regierungs-Bezirks Cöln als Wiedenhof bezeichnete und als Pfarrgut kategorisierte Ort besaß zu dieser Zeit ein Wohngebäude mit 14 Einwohnern, alle katholischen Bekenntnisses. Die Gemeinde- und Gutbezirksstatistik der Rheinprovinz führt Wiedenhof 1871 mit einem Wohnhaus und acht Einwohnern auf. Im Gemeindelexikon für die Provinz Rheinland von 1888 werden für Wiedenhof ein Wohnhaus mit fünf Einwohnern angegeben. 1895 besitzt der Ort ein Wohnhaus mit vier Einwohnern, 1905 werden ein Wohnhaus und sieben Einwohner angegeben.
Bis Ende des 20. Jahrhunderts war der Wiedenhof ein einzelstehendes, von landwirtschaftlichen Flächen umgebendes Hofgut. Seit den 1970er Jahren füllte sich der Bereich zwischen dem Wiedenhof und der Hohkeppeler Straße mit Wohnbebauung, so dass sich das Hofgut nun am südöstlichen Rand eines geschlossenen Siedlungsbereichs befindet.
Auf den Gruben Fresenius, Fresenius I und Heiligenthal wurden im 19. Jahrhundert Buntmetallerze abgebaut.